# Instituto Madre do Bom Conselho
O Instituto da Mãe do Bom Conselho (em latim : Istituto Mater Boni Consilii) é uma congregação religiosa católica tradicionalista sedeprivacionista com sede na Itália.
Aderindo à Tese de Cassiciacum do teólogo francês Michel-Louis Guérard des Lauriers, o instituto ensina que, embora Francisco seja um papa devidamente eleito, a menos que retifique as mudanças doutrinárias trazidas pelo Concílio Vaticano II, ele não tem autoridade para ensinar ou governar, e é apenas papa materialiter sed non formaliter, isto é, materialmente, mas não formalmente.

## História
Após o evento do Concílio Vaticano II e a nova orientação do magistério eclesiástico, o arcebispo francês Marcel Lefebvre fundou a Fraternidade Sacerdotal São Pio X (FSSPX), para preservar as tradições da Igreja Católica em oposição ao modernismo católico e às influências do Concílio. Desde então, surgiu para os católicos tradicionalistas a questão de como considerar os papas que sucederam Papa Pio XII.
Dois professores do Seminário de São Pio X em Ecône, um dos quais era o dominicano Michel-Louis Guérard des Lauriers (autor do famoso Breve exame crítico do Novus Ordo Missae , e mais tarde bispo da linha Thục), orientaram os fiéis sobre isso problema de autoridade na Igreja Católica.
Em 1979, a Fraternidade declarou intolerável que seus membros professassem a ilegitimidade de Papa João Paulo II , considerado por ela um autêntico Pontífice: posteriormente, por esse motivo, sacerdotes e seminaristas foram expulsos. A própria FSSPX, em 1984, impôs aos seus ordenados a assinatura de uma Declaração especial de fidelidade à posição da Fraternidade na qual se declarava que Papa João Paulo II é legítimo Sumo Pontífice, para rezar por ele e recusar quanto deveria desviar-se da doutrina católica tradicional, em questões como liberdade religiosa, ecumenismo, etc. uma vez que tais reformas seriam prejudiciais à Igreja.

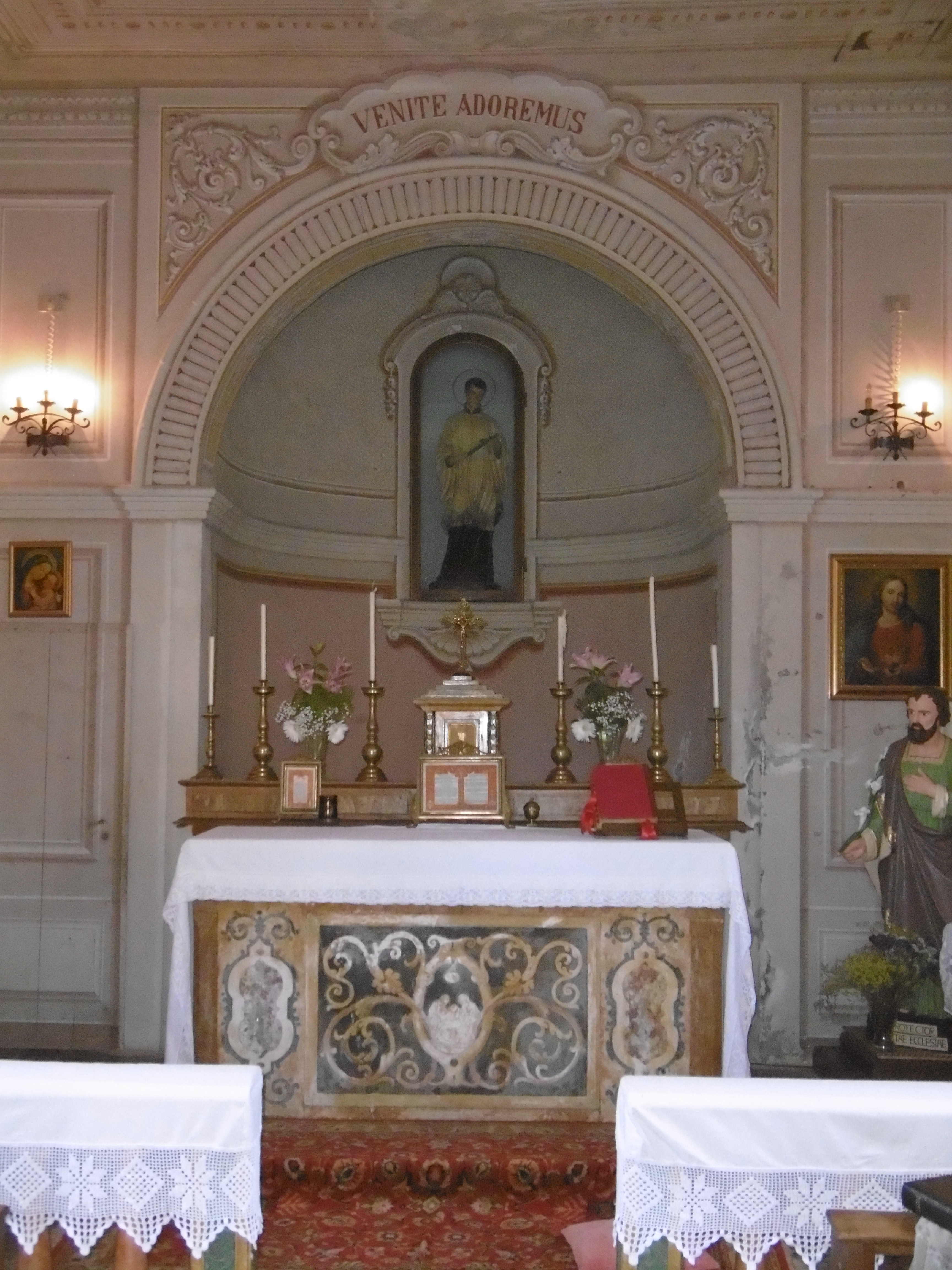
Igreja de San Luigi em Albarea, Ferrara

Seguindo a posição da FSSPX, que é o reconhecimento oficial da autoridade eclesiástica legítima com a conseqüente obrigação de desobedecer habitualmente àqueles que são considerados legítimos pontífices (isto é, os papas que apoiam o Concílio Vaticano II), em dezembro de 1985 quatro sacerdotes italianos (Dom Francesco Ricossa, Dom Giuseppe Murro, Dom Franco Munari, bispo posteriormente consagrado, e Dom Curzio Nitoglia), insatisfeitos com esta posição, deixaram a Fraternidade e colocaram-se sob a proteção da Nossa Senhora do Bom Conselho fundando o Instituto Mater Boni Consilii, primeiro em Nichelino (com seminário em Orio) e posteriormente em Verrua Savoia, ainda na província de Turim.
Em setembro de 1986 , Dom Ricossa e Dom Munari foram a Raveau ao encontro do bispo, o teólogo Mons. Michel Guérard des Lauriers e suas dúvidas foram esclarecidas compartilhando sua posição teológica sobre a situação da Igreja Católica do Concílio Vaticano II conhecida como a Tese de Cassiciacum ou Sedeprivacionismo ; esta tese afirma que a Sé Apostólica é considerada materialiter ocupada, mas formaliter vacate pelo menos desde 7 de dezembro de 1965  (data da publicação da declaração conciliar Dignitatis humanæ, sobre a liberdade religiosa). Esta tese, portanto, difere da posição da FSSPX.
Em maio de 1987 , portanto, os fundadores do IMBC redigiram uma retratação em Multa Pública da divulgação dos ensinamentos que professavam no passado quando pertenciam à FSSPX.

## Consagrações
Em 16 de janeiro de 2002 em Verrua Savoia, Itália ordenou Geert Stuyver sem a aprovação papal, pelas mãos de Robert McKenna sem mandato papal. 
Geert Stuyver de origem flamenga e residente na Bélgica , oferece rituais e consagrações do seminário do Instituto.

## Obras, objetivos e raízes do Instituto Madre do Bom Conselho
O Instituto está empenhado em dar os sacramentos e celebrar as missas de São Pio V  segundo as rubricas de São Pio X  sem mencionar o nome do papa no cânon (non una cum). O Instituto possui o seminário de San Pietro martire em Verrua Savoia para a formação de sacerdotes e religiosos, realiza periodicamente os exercícios espirituais de Santo Inácio, várias conferências, organiza peregrinações, dedica-se à publicação, escreve periodicamente a revista Sodalitium, está presente na Itália, França, Argentina, Hungria, Holanda e na Bélgica, onde reside o bispo Geert Stuyver, que administra crismas e ordens sagradas.
Teve os bons votos e a simpatia do bispo Michel-Louis Guérard des Lauriers que aprovou o seu propósito.

## Ver Também
- Catolicismo tradicionalista
- Michel-Louis Guérard des Lauriers